# 하타 내각
하타 내각(일본어: 羽田内閣)은 외무대신, 중의원 의원, 신생당 당수 하타 쓰토무가 제80대 내각총리대신으로 임명되어, 1994년 4월 28일부터 1994년 6월 30일까지 존재한 일본의 내각이다.
태평양 전쟁 패전 이후 제정된 일본국 헌법 하에 있어서 재직 기간이 가장 짧은 단명 내각이었다.

## 재직 기간
- 1994년(헤이세이 6년) 4월 28일 ~ 1994년(헤이세이 6년) 6월 30일
- 재직 일수 : 64일

## 국회 총리 지명 선거
| 중의원 내각총리대신 지명 선거                 | 중의원 내각총리대신 지명 선거 | 중의원 내각총리대신 지명 선거 | 중의원 내각총리대신 지명 선거 |
| 내각총리대신 후보                             | 내각총리대신 후보             | 1차 투표                      | 1차 투표                      |
| 내각총리대신 후보                             | 내각총리대신 후보             | 득표수                        |                               |
| --------------------------------------------- | ----------------------------- | ----------------------------- | ----------------------------- |
|                                               | 하타 쓰토무 (신생당)          | 274 / 511                     |                               |
|                                               | 고노 요헤이 (자유민주당)      | 207 / 511                     |                               |
|                                               | 후와 데쓰조 (일본공산당)      | 15 / 511                      |                               |
|                                               | 기타 및 미투표                | 15 / 511                      |                               |
| Source Political Data: Japanese Politics 1994 |                               |                               |                               |

| 참의원 내각총리대신 지명 선거                 | 참의원 내각총리대신 지명 선거  | 참의원 내각총리대신 지명 선거 | 참의원 내각총리대신 지명 선거 |
| 내각총리대신 후보                             | 내각총리대신 후보              | 1차 투표                      | 1차 투표                      |
| 내각총리대신 후보                             | 내각총리대신 후보              | 득표수                        |                               |
| --------------------------------------------- | ------------------------------ | ----------------------------- | ----------------------------- |
|                                               | 하타 쓰토무 (신생당)           | 127 / 252                     |                               |
|                                               | 고노 요헤이 (자유민주당)       | 95 / 252                      |                               |
|                                               | 후와 데쓰조 (일본공산당)       | 11 / 252                      |                               |
|                                               | 무라야마 도미이치 (일본사회당) | 1 / 252                       |                               |
|                                               | 기타 및 미투표                 | 18 / 252                      |                               |
| Source Political Data: Japanese Politics 1994 |                                |                               |                               |

## 개요

### 발족 때의 혼란
1994년 4월 25일, 호소카와 내각이 총사퇴하면서 자유민주당·일본공산당을 제외한 연립 7당 여당과 1회파(일본사회당, 신생당, 공명당, 일본신당, 민사당, 신당 사키가케, 사회민주연합, 민주개혁연합)와 추가로 자유민주당을 탈당한 의원들로 결성된 추가 3당(자유당, 개혁의 회, 신당 미래)이 신생당 당수 하타 쓰토무를 국회에서 후임 총리로 지명하여 내각을 발족했다. 하지만 내각 구성 논의 중 신생당 대표 간사 오자와 이치로, 공명당 서기장 이치카와 유이치, 민사당 서기장인 요네자와 다카시를 중심으로 하는 ‘원·원 라이스’가 주도하는 정권 운영에 반발하는 신당 사키가케와 창당 후 '제3정당' 노선을 표방한 신당 미래는 내각에 참여하지 않은 채로 각외 협력 의사를 밝혔다.
총리 지명 직후 사회당의 영향력 약화를 목표로 신생당, 일본신당, 민사당, 자유당, 개혁의 회 등 5당이 별도로 결집하여, 중의원회파 '개신' 결성을 발표했다. 이에 사회당이 강력하게 반발해서 이튿날인 26일에 비자민·비공산 연립정권에서 이탈하겠다는 입장을 표명해 하타 내각은 소수 여당 내각이 되고 말았다.
발족 초기 계속된 혼란으로 내각 조각의 지연이 전망돼 총리의 친임식(4월 28일 오전 8시 55분)과 각료의 인증식(같은 날 오후 6시 15분)이 일괄적으로 이뤄지지 않았기 때문에 이 9시간 남짓한 사이에 총리가 모든 각료의 임시 대리와 대신청 등의 위원장·장관의 사무 취급을 모두 겸임해야 했다(1인 내각). 그러나 내각 구성 직후에 법무대신 나가노 시게토가 취임 직후에 “난징 대학살은 날조됐다”라고 발언했다가 취임한 지 11일 만에 사임(사실상의 경질)하면서 혼란이 계속되었다.

### 내각의 성과
새 해 예산 성립과 규제 개혁에 따른 물가 상승 억제를 위하여 공공요금의 연내 인상을 동결하겠다는 정책을 내세웠다.

### 퇴진
헤이세이 6년도(1994년) 예산 성립 후에 자유민주당이 내각 불신임 결의안을 제출했다. 자유민주당과 사회당의 찬성 다수로 가결될 것이 뻔했기 때문에, 하타 내각은 내각 불신임 결의안이 제출되기 전에 자발적으로 총사퇴했다. 이 때문에 하타 내각은 ‘예산 관리 내각’이라고 불렸다. 하타는 한때 중의원 해산까지 생각했다고 말했지만 이 당시에는 아직 소선거구제에 근거한 새로운 중의원 선거구 획정이 완성되지 않았고, 그대로 해산을 하게 되면 종래의 중선거구제로 총선거가 진행되기 때문에 도저히 과반수를 넘을 수 없다는 판단에 따라 결국 중의원 해산은 포기하고 내각 총사퇴를 선택했다.
결국 하타 내각은 재임한 지 불과 64일 만에 와해됐고, 이 내각은 히가시쿠니노미야 내각(54일)과 제3차 가쓰라 내각(62일)에 이은 일본의 내각 역사상 세 번째의 최단명 내각이 됐다. 또한 현행 일본 헌법 하의 내각에서는 최단 기록이다.

## 여당
- 국무대신, 또는 정무 차관이 임명된 정당·회파

신생당, 공명당, 일본신당, 민사당, 자유당, 개혁의 회, 민주개혁연합(민주개혁연합은 참의원 원내회파)
- 각외 협력

신당 사키가케, 신당 미래, 사회민주연합

## 국무대신
| 출신 정당 : 비 국회의원 신생당 공명당 일본신당 민사당 개혁의 회 자유당 |

| 직책                                          | 대수 | 성명            | 성명 | 주요 경력            | 재직 기간                         | 비고 |
| --------------------------------------------- | ---- | --------------- | ---- | -------------------- | --------------------------------- | ---- |
| 내각총리대신                                  | 80   | 하타 쓰토무     |      | 중의원 신생당 당수   | 1994년 4월 28일 ~ 1994년 6월 30일 |      |
| 법무대신                                      | -    | 하타 쓰토무     |      | 중의원 신생당 당수   | 1994년 4월 28일                   |      |
| 법무대신                                      |      | 나가노 시게토   |      | 참의원 신생당        | 1994년 4월 28일 ~ 1994년 5월 8일  |      |
| 법무대신                                      |      | 나카이 히로시   |      | 중의원 민사당        | 1994년 5월 8일 ~ 1994년 6월 30일  |      |
| 외무대신                                      | -    | 하타 쓰토무     |      | 중의원 신생당 당수   | 1994년 4월 28일                   |      |
| 외무대신                                      |      | 가키자와 고지   |      | 중의원 자유당 당수   | 1994년 4월 28일 ~ 1994년 6월 30일 |      |
| 대장대신                                      | -    | 하타 쓰토무     |      | 중의원 신생당 당수   | 1994년 4월 28일                   |      |
| 대장대신                                      |      | 후지이 히로히사 |      | 중의원 신생당        | 1994년 4월 28일 ~ 1994년 6월 30일 |      |
| 문부대신 (국립국회도서관 연락조정위원회 위원) | -    | 하타 쓰토무     |      | 중의원 신생당 당수   | 1994년 4월 28일                   |      |
| 문부대신 (국립국회도서관 연락조정위원회 위원) |      | 아카마쓰 료코   |      | 비 국회의원          | 1994년 4월 28일 ~ 1994년 6월 30일 |      |
| 후생대신 (연금 문제 담당)                     | -    | 하타 쓰토무     |      | 중의원 신생당 당수   | 1994년 4월 28일                   |      |
| 후생대신 (연금 문제 담당)                     |      | 오우치 게이고   |      | 민사당 위원장        | 1994년 4월 28일 ~ 1994년 6월 30일 |      |
| 농림수산대신                                  | -    | 하타 쓰토무     |      | 중의원 신생당 당수   | 1994년 4월 28일                   |      |
| 농림수산대신                                  |      | 가토 무쓰키     |      | 중의원 신생당        | 1994년 4월 28일 ~ 1994년 6월 30일 |      |
| 통상산업대신                                  | -    | 하타 쓰토무     |      | 중의원 신생당 당수   | 1994년 4월 28일                   |      |
| 통상산업대신                                  |      | 하타 에이지로   |      | 중의원 신생당        | 1994년 4월 28일 ~ 1994년 6월 30일 |      |
| 운수대신 (신도쿄 국제공항 문제 담당)          | -    | 하타 쓰토무     |      | 중의원 신생당 당수   | 1994년 4월 28일                   |      |
| 운수대신 (신도쿄 국제공항 문제 담당)          |      | 후타미 노부아키 |      | 중의원 공명당        | 1994년 4월 28일 ~ 1994년 6월 30일 |      |
| 우정대신                                      | -    | 하타 쓰토무     |      | 중의원 신생당 당수   | 1994년 4월 28일                   |      |
| 우정대신                                      |      | 히카사 가쓰유키 |      | 중의원 공명당        | 1994년 4월 28일 ~ 1994년 6월 30일 |      |
| 노동대신                                      | -    | 하타 쓰토무     |      | 중의원 신생당 당수   | 1994년 4월 28일                   |      |
| 노동대신                                      |      | 하토야마 구니오 |      | 중의원 개혁의 회     | 1994년 4월 28일 ~ 1994년 6월 30일 |      |
| 건설대신                                      | -    | 하타 쓰토무     |      | 중의원 신생당 당수   | 1994년 4월 28일                   |      |
| 건설대신                                      |      | 모리모토 고지   |      | 중의원 공명당        | 1994년 4월 28일 ~ 1994년 6월 30일 |      |
| 자치대신 (정치 개혁 담당)                     | -    | 하타 쓰토무     |      | 중의원 신생당 당수   | 1994년 4월 28일                   |      |
| 자치대신 (정치 개혁 담당)                     |      | 이시이 하지메   |      | 중의원 신생당        | 1994년 4월 28일 ~ 1994년 6월 30일 |      |
| 국가공안위원회 위원장                         | -    | 하타 쓰토무     |      | 중의원 신생당 당수   | 1994년 4월 28일                   |      |
| 국가공안위원회 위원장                         |      | 이시이 하지메   |      | 중의원 신생당        | 1994년 4월 28일 ~ 1994년 6월 30일 |      |
| 내각관방장관                                  | -    | 하타 쓰토무     |      | 중의원 신생당 당수   | 1994년 4월 28일                   |      |
| 내각관방장관                                  |      | 구마가이 히로시 |      | 중의원 신생당        | 1994년 4월 28일 ~ 1994년 6월 30일 |      |
| 총무청 장관                                   | -    | 하타 쓰토무     |      | 중의원 신생당 당수   | 1994년 4월 28일                   |      |
| 총무청 장관                                   |      | 이시다 고시로   |      | 중의원 공명당 위원장 | 1994년 4월 28일 ~ 1994년 6월 30일 |      |
| 방위청 장관                                   | -    | 하타 쓰토무     |      | 중의원 신생당 당수   | 1994년 4월 28일                   |      |
| 방위청 장관                                   |      | 간다 아쓰시     |      | 중의원 민사당        | 1994년 4월 28일 ~ 1994년 6월 30일 |      |
| 경제기획청 장관                               | -    | 하타 쓰토무     |      | 중의원 신생당 당수   | 1994년 4월 28일                   |      |
| 경제기획청 장관                               |      | 데라사와 요시오 |      | 참의원 일본신당      | 1994년 4월 28일 ~ 1994년 6월 30일 |      |
| 과학기술청 장관 (원자력 위원회 위원장)        | -    | 하타 쓰토무     |      | 중의원 신생당 당수   | 1994년 4월 28일                   |      |
| 과학기술청 장관 (원자력 위원회 위원장)        |      | 오미 미키오     |      | 중의원 공명당        | 1994년 4월 28일 ~ 1994년 6월 30일 |      |
| 환경청 장관                                   | -    | 하타 쓰토무     |      | 중의원 신생당 당수   | 1994년 4월 28일                   |      |
| 환경청 장관                                   |      | 하마요쓰 도시코 |      | 참의원 공명당        | 1994년 4월 28일 ~ 1994년 6월 30일 |      |
| 국토청 장관                                   | -    | 하타 쓰토무     |      | 중의원 신생당 당수   | 1994년 4월 28일                   |      |
| 국토청 장관                                   |      | 사토 메구무     |      | 중의원 신생당        | 1994년 4월 28일 ~ 1994년 6월 30일 |      |
| 홋카이도 개발청 장관                          | -    | 하타 쓰토무     |      | 중의원 신생당 당수   | 1994년 4월 28일                   |      |
| 홋카이도 개발청 장관                          |      | 사토 모리요시   |      | 중의원 신생당        | 1994년 4월 28일 ~ 1994년 6월 30일 |      |
| 오키나와 개발청 장관                          | -    | 하타 쓰토무     |      | 중의원 신생당 당수   | 1994년 4월 28일                   |      |
| 오키나와 개발청 장관                          |      | 사토 모리요시   |      | 중의원 신생당        | 1994년 4월 28일 ~ 1994년 6월 30일 |      |
| 1. 2. 3. 4.                                   |      |                 |      |                      |                                   |      |

### 그 외의 인사
- 내각관방부장관(정무) - 기타무라 나오토(신생당)
- 내각관방부장관(사무) - 이시하라 노부오
- 내각법제국 장관 - 오데 다카오

## 정무 차관
1994년 5월 10일에 임명됐다. 단, 경제 기획 정무 차관인 고가 잇세이는 전임 내각으로부터 재임명됐다.
- 법무 정무 차관 - 마키노 세이슈
- 외무 정무 차관 - 히라타 요네오
- 대장 정무 차관 - 이시다 노리토시·기타하시 겐지
- 문부 정무 차관 - 가쓰키 겐지
- 후생 정무 차관 - 이오쿠 사다오
- 농림 수산 정무 차관 - 고하타 고도·기타자와 도시미
- 통상 산업 정무 차관 - 가네코 도쿠노스케·고바 겐타로
- 운수 정무 차관 - 호시노 유키오
- 우정 정무 차관 - 나가이 에이지
- 노동 정무 차관 - 가와카미 노부오
- 건설 정무 차관 - 쓰카다 노부미쓰
- 자치 정무 차관 - 구라타 에이키
- 총무 정무 차관 - 이시이 고키
- 홋카이도 개발 정무 차관 - 사토 시즈오
- 방위 정무 차관 - 히가시 준지
- 경제 기획 정무 차관 - 고가 잇세이(신생당)
- 과학 기술 정무 차관 - 하기노 고키
- 환경 정무 차관 - 가모시타 이치로
- 오키나와 개발 정무 차관 - 호시노 도모이치
- 국토 정무 차관 - 후루카와 다사부로

## 같이 보기
- 연합 정부

## 참고 문헌
- 하타 이쿠히코 편 《일본 관료제 종합 사전 : 1868 ~ 2000》(도쿄 대학 출판회, 2001년)